# Ravnodlaki retriver
Ravnodlaki retriver (eng. Flat-coated retriever) pasmina je psa koja pripada VIII.  skupini FCI, odsjeku retrivera.

## Povijest
Točno porijeklo ove pasmine nije utvrđeno i poznato. Dr. Nancy Laughton, jedna od najboljih poznavatelja ravnodlakih retrivera, smatra crnog irskog settera, koji se navodi u knjigama s kraja 19.st., pretkom ove pasmine.
Charles Eley u tekstu iz 1914. izrazio je mišljenje da je predak ravnodlakog retrivera bio retrieving setter. Prema autoru, vrlo je moguće da su setere koji su korišteni za donošenje oko 1870. križali s jednom vrstom newfoundlandera manjih razmjera, tada poznat po imenu St. John's water dog  te uveden u Engleskoj početkom 19. st.
S.E. Shirley (1844. – 1904.) smatra se "ocem" ravnodlakog retrivera te njemu pripisujemo današnji izgled te pasmine. U razvoju ravnodlakih retrivera koristio je vodenog psa Svetoga Ivana, vodene španijele i vjerojatno škotske ovčare kako bi poboljšao kvalitetu dlake. Također se zna da je u razvoju pasmine koristio i labradore, kada su postali dostupni i izvan Buccleugh i Malmesbury uzgajivačnica.
Do kraja 19.st. flatovi su bili jedni od najpopularnijih izložbenih pasa, ali su se jednako dokazali i kao sportski i radni psi. Interes za pasminu zadržao se do prvog svjetskog rata; tada su popularnost preuzeli labradori i zlatni retriveri. U usporedbi s velikim interesom javnosti za ove pasmine, relativno slaba popularnost ravnodlakih retrivera doprinijela je tome da zadrže dobru reputaciju pasmine s dvojnom namjenom, ali malom razlikom između radnog i izložbenog psa. Dok u ostalim pasminama retrivera možemo naći velike razlike među radnim i izložbenim psima, za ravnodlake retrivere se doista može reći da su ti tipovi ujednačeni jer jedan vrhunski izložbeni primjerak ujedno može imati i izuzetne lovačke sposobnosti.
U 2011, Sh Ch. Vbos The Kentuckian (Jet), 9,5 godina star ravnodlaki retriver iz South Queensferrya, u blizini  Edinburgha, Škotske, osvojio je Best in Show - Crufts. 2007. godine, Almanza Far and Flyg (Simon), iz Osla, Norveška, osvojio je Gundog Group - Crufts. Također, 2003. Gundog Group je osvojio i švedski Inkwells Named Shadow te godinu dana ranije, 2002. "Sh Ch. Gayplume Dream-maker".
A jedini flat koji je osvojio Best in Show - Crufts bio je Ch. Shargleam Blackcap 1980. godine. Te su pobjede znatno pridonijele popularizaciji pasmine u Europi.
Prva Flatica u  Hrvatsku je stigla 28.05.1997., tada, četveromjesečna Assunata von Bailarino, od milja prozvana Assi.

## Opis pasmine
To je snažan, elegantan pas, visine oko 60 cm, crne ili jetreno smeđe sjajne dlake.
Rep i ekstremiteti obrasli su nešto dužom dlakom. Dlaka je gusta, sjajna i zbog svoje kvalitete ne zahtjeva poseban tretman.
Gustoća i kvaliteta dlake ovog psa omogućava mu boravak vani i u vodi i u najhladnijim zimskim danima.
Ravnodlaki retriver izvanredan je lovački pas za donošenje s ravnog i iz šume te zbog svoje velike ljubavi prema vodi izvanredan aporter iz vode.
To je inteligentan i brz pas s izvanrednim njuhom. Izuzetno je poslušan, odan svom gospodaru te vrlo je privržen djeci.
Usprkos izraženom lovnom nagonu dobar je pas za pratnju. Upotrebljivost i svestranost ovog psa prelazi sva moguća očekivanja.

## FCI Standard
FCI-Standard N° 121
OPĆI IZGLED:
Bistar i atraktivan pas, srednje veličine, inteligentnog izražaja. Odaje dojam snage bez da djeluje teško i dojam brzine bez da djeluje nerazvijeno
PONAŠANJE/NARAV:
Bogato obdaren svim odlikama psa za lov s puškom. Optimističan, prijateljski raspoložen što iskazuje oduševljenim kretanjem repa, pouzdan i blag
GLAVA:
GLAVA: duga i lijepo oblikovana.
LUBANJSKI DIO:
Lubanja: ravna i umjereno široka
Stop: blag stop između očiju, nikako ne izrazit, treba izbjeći konvergenciju ili divergenciju linija glave
PREDIO LICA:
Nos: dobre veličine s otvorenim nosnicama
Vilice/zubi: vilice dugačke i snažne, mogu nositi zeca ili fazana, sa savršenim pravilnim i potpunim škarastim zubalom tj. Gornji sjekutići tijesno preklapaju donje sjekutiće i okomito su usađeni u vilice.
Oči: srednje veličine, tamno smeđe boje ili boje lješnjaka, vrlo inteligentnog izražaja (okruglo, izbočeno oko je krajnje nepoželjno). Nisu koso položene
Uši: male i dobro usađene postrance glave
VRAT:
Glava dobro nasađena na vrat koji je odgovarajuće dugačak,bez labave kože pod grlom. Vrat je simetrično i koso usađen na plećku, dobro se spaja s leđima kako bi pas mogao slobodno pratiti trag
TIJELO:
Slabine: kratke i kvadratične. Slabo povezane slabine su krajnje nepoželjne.
Prsa: duboka i umjereno široka, s dobro izraženom donjom linijom. Prednja rebra prilično ravna. Rebra dobro zasvođena, postepeno ovalna, u sredini dobro zavijena, ali manje prema kraju.
REP:
Kratak, ravan i dobro usađen, nošen prilično uspravno, ali nikada jako iznad linije leđa
UDOVI:
Prednji udovi: prednje noge ravne u potpunosti snažnih kostiju
Lakat: pokreće se slobodno i ujednačeno
Stražnji udovi: mišićavi. Čvrstog ravnog stava gledano sa svih strana
Koljeno: umjereno povijeno
Došaplje: umjereno koso, kratko. Krajnje nepoželjan kravlji stav
Šape: okrugle I snažne, prsti zbijeni i dobro zasvođeni. Tabani debeli i jaki.
HOD:
Slobodno i glatko kretanje, noge se pokreću ravno gledano odnaprijed i odostraga
POKROV:
DLAKA: gusta, tanka do srednje debljine, kvalitrtna, što je moguće ravnija. Noge i rep odlakani sa zastavicama. Bogata odlakanost kod zrelih pasa upotpunjuje eleganciju paa.
BOJE: samo crna boja ili boja jetre
TEŽINA:
Poželjna visina: psi 59-61,5 cm, kuje 56,5-59 cm
Poželjna težina u radnoj kondiciji: psi 27-36 kg, kuje 25-32 kg
GREŠKE:
Bilo koje odstupanje od gore navedenih karakteristika treba smatrati greškom, a težinu greške treba promotriti u odnosu na njenu veličinu
N.B.
Mužjaci trebaju imati dva očigledno normalana testisa potpuno spuštena u skorutum.

## Namjena
Osim kao kućnog ljubimca, izvanrednog lovačkog psa, uspješnog izložbenog psa, u svijetu se upotrebljava za traženje i spašavanje (Search and Rescue), kao policijski pas za droge i trag (Sniffer dogs for drugs), za traženje nestalih pod lavinama (Search and Rescue in Norway), za traženje i spašavanje ljudi stradalih u potresima (za primjer- 1995g. su Flat-Coated retrieveri iz Švicarske tražili ljude pod ruševinama potresa u Japanu).
Zbog svoje velike privrženosti ljudima koriste ih kao pratioce gluhih, slijepih i hendikepiranih osoba (Therapy dogs). Tu su i Obedience, Agility, Flyball...

## Vanjske poveznice
- Retriver Klub Hrvatske
- Black Wind of Varaždin   Arhivirana inačica izvorne stranice od 2. rujna 2011. (Wayback Machine)
- Hrvatski Kinološki Savez
- The Fédération Cynologique Internationale